# 19. Jahrhundert v. Chr.
Portal Geschichte | Portal Biografien | Aktuelle Ereignisse | Jahreskalender | Tagesartikel

◄ |
3. Jt. v. Chr. |
2. Jahrtausend v. Chr. | 1. Jt. v. Chr.  

◄ |
21. Jh. v. Chr. |
20. Jh. v. Chr. |
19. Jahrhundert v. Chr. |
18. Jh. v. Chr. |
17. Jh. v. Chr. |
►
Das 19. Jahrhundert v. Chr. begann am 1. Januar 1900 v. Chr. und endete am 31. Dezember 1801 v. Chr. Dies entspricht dem Zeitraum 3850 bis 3751 vor heute oder dem Intervall 3546 bis 3462 Radiokohlenstoffjahre.

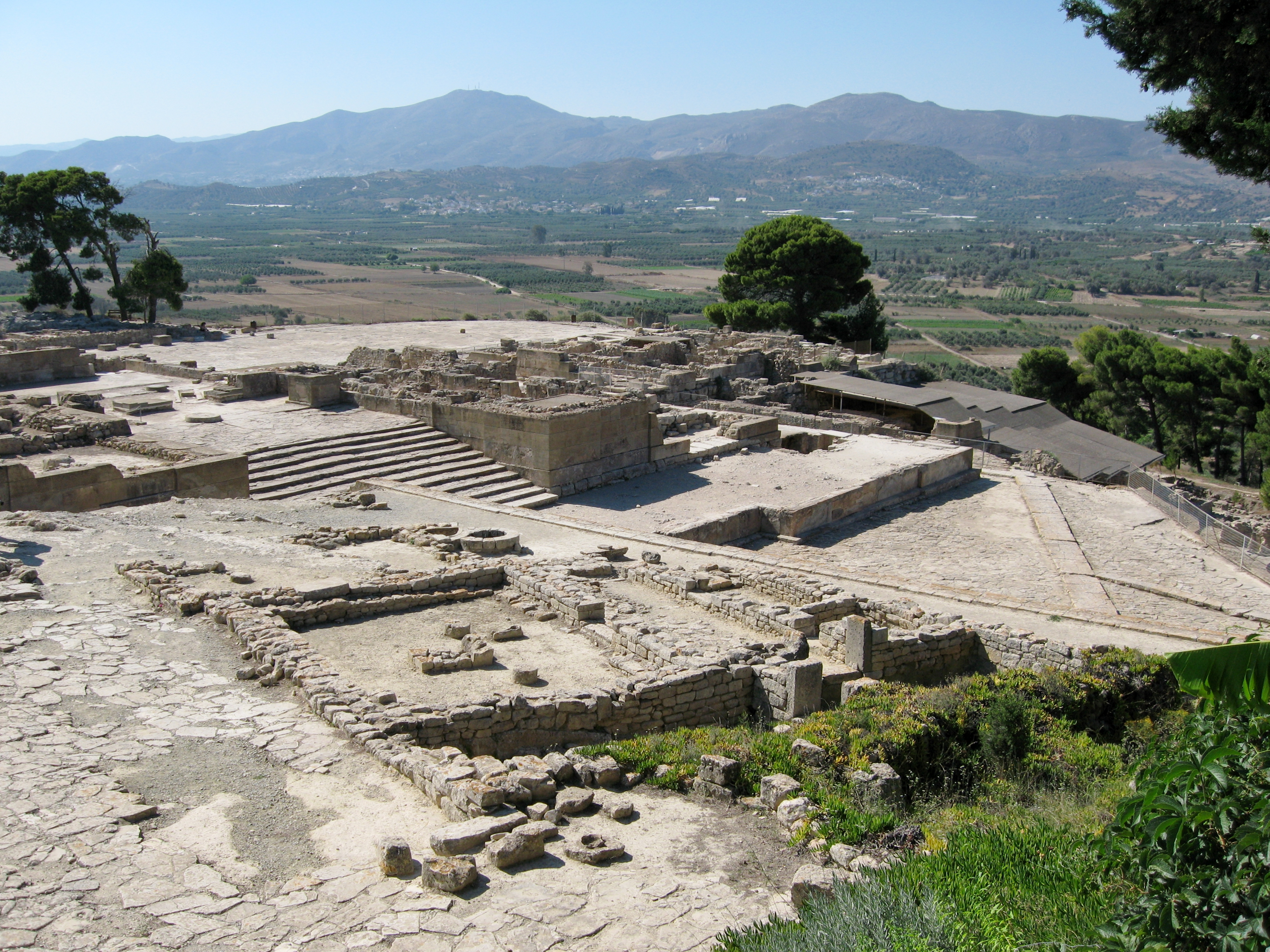
Phaistos, minoische Siedlung auf der Insel Kreta.

## Zeitalter/Epoche
- Subboreal (3710 bis 450 v. Chr.).
- Frühbronzezeit in Mitteleuropa (ab 2300/2200 v. Chr. bis 1600 v. Chr.) – Bz A1b (2000 bis 1850 v. Chr.) und Bz A2a (1850 bis 1750 v. Chr.). Echte Bronze setzt sich jetzt bei Waffen und Geräten durch.
- Mittlere Bronzezeit in Griechenland, Zypern und Vorderasien/Nahost.

## Ereignisse/Entwicklungen
- 19. Jahrhundert v. Chr.:

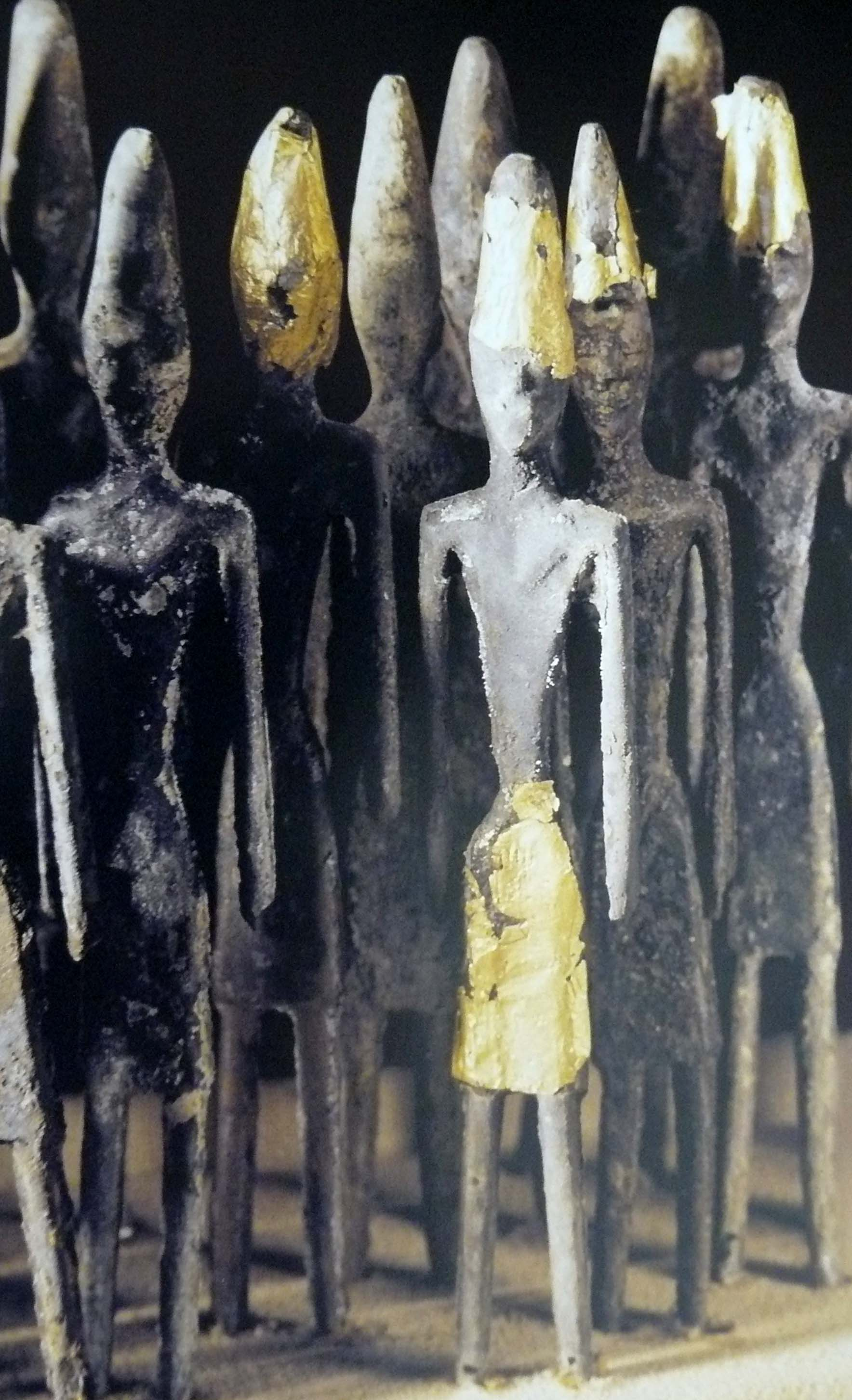
Phönizische Statuetten aus Byblos, 19. bis 18. Jahrhundert v. Chr.

  - Für die Indus-Kultur beginnt die Späte Harappa-Phase (Harappa 4).

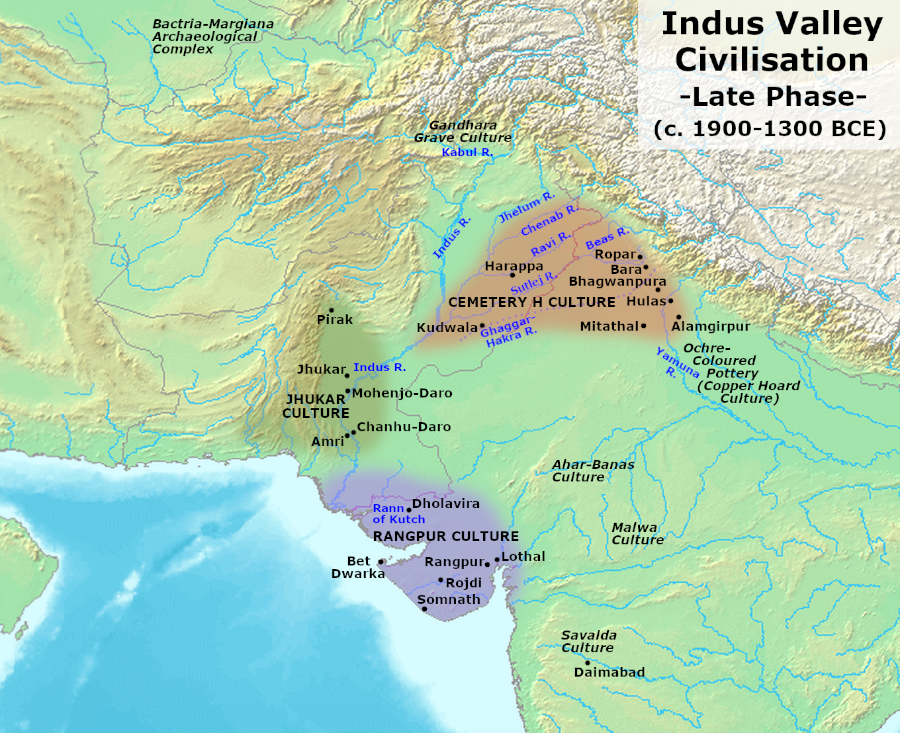
Indus-Kultur um 1900 v. Chr. beginnt die Späte Harappa-Phase

- - Laut indischer Überlieferung erreichen weitere arische Invasionswellen über den Chaiber-Pass den indischen Subkontinent.
  - Die Amurriter dringen in den Süden Mesopotamiens ein. Profitierend von den kriegerischen Auseinandersetzungen zwischen Isin und Larsa nehmen sie kurz vor 1900 v. Chr. mehrere Städte wie beispielsweise Uruk, Ilip, Marad, Malgŭ und Maškan-Šapir ein und gründen Stadtkönigtümer.
  - Byblos im Libanon erreicht unter Abischemu seine Blütezeit.
  - Zum ersten Mal treten die Hethiter in Anatolien in Erscheinung[1]. Sie gründen ihre Hauptstadt Ḫattuša.
  - Auf Kreta entstehen die ersten Paläste, womit die Altpalastzeit beginnt.[2]
  - Ausgehend von Böhmen breitet sich die Aunjetitzer Kultur nach Sachsen, Bayern und dem westlichen Mittelmeerraum aus.
  - Die Culture du Rhône in der Schweiz und im Rhonetal verdankt ihren Wohlstand dem Handel zwischen dem Mittelmeerraum und Süddeutschland (Austausch von Bronzegegenständen gegen Muschelschalen). Die Kultur entwickelt eine eigenständige Metallverarbeitung, die Techniken aus der Aunjetitzer Kultur assimiliert. Hergestellt werden unter anderem spezielle Axt- und Nadelformen.
  - In Südostspanien wird die Los-Millares-Kultur von der El-Argar-Kultur ersetzt.
  - In Großbritannien bildet sich die Wessex-Kultur. Sie entsteht aus der Verschmelzung bedeutender autochthoner Gruppen der Glockenbecherkultur mit kolonisierenden Neuankömmlingen, die durch die Lagerstätten von Kupfer und Zinn in Cornwall angelockt worden waren.
- 1900 bis 1500 v. Chr.:
  - In Elam herrscht die Dynastie der Sukkalmah (bzw. der Ebartiden). Ebarat (um 1916 v. Chr.) wird von seinem Sohn Šilhaha um 1894 v. Chr. auf den Thron gefolgt, der sich als Sukkalmah (Großregent) und König von Anschan und Susa bezeichnet. Anschan dürfte damals bereits eine Großstadt gewesen sein, die mit dem restlichen Iran, insbesondere Baktrien in engem wirtschaftlichen Austausch stand.
- Um 1900 v. Chr.:
  - Die Hafenstadt Lothal der Indus-Kultur wird aufgegeben.
  - In Assyrien entsteht die Hauptstadt Aššur, die sich zu einem wichtigen Knotenpunkt der Handelswege zwischen Anatolien, dem Iran und dem Persischen Golf entwickelt.
- Um 1894 v. Chr.:
  - In Babylonien bildet sich ein Staatswesen.
- 1877 v. Chr. (auch 1932 v. Chr.):
  - Amenemhet II., dritter Pharao der 12. Dynastie, wird von seinem Vater Sesostris I. zwei Jahre vor dessen Ableben als Mitregent eingesetzt.
- 1876 v. Chr.:
  - Laut biblischer Überlieferung dringen nach einer zweijährigen Hungersnot die Israeliten in Ägypten ein (als Alternativdatum wird auch 1986 v. Chr. angegeben).
- Um 1850 v. Chr.:
  - Aschkelon, die Hauptstadt des kanaanitischen Königreichs, ist ein betriebsamer Mittelmeerhafen, der die Erzeugnisse seines Hinterlandes ausführt. Die Stadt wird von einer 2 Kilometer langen und 25 Meter hohen Mauer umgürtet und dürfte an die 15.000 Einwohner gezählt haben.
- 1844 v. Chr.:
  - Sesostris II. folgt als vierter Pharao der 12. Dynastie seinem Vater Amenemhet II. auf den Thron. Unter ihm entstehen Handelswege an das Rote Meer, zum Sinai und nach Byblos. Auch nach Kreta bestehen Handelsbeziehungen.
- 1840 v. Chr.:
  - Das Fürstengrab von Helmsdorf (Mansfelder Land), dessen Trägerkultur die Aunjetitzer Kultur ist, kann mit Hilfe der Dendrodatierung auf 1840 (± 60) Jahre v. Chr. datiert werden.

Alter Orient und das östliche Mittelmeer; Mittleres Reich in 12. Dynastie, Alt-Assyrische Kolonisation

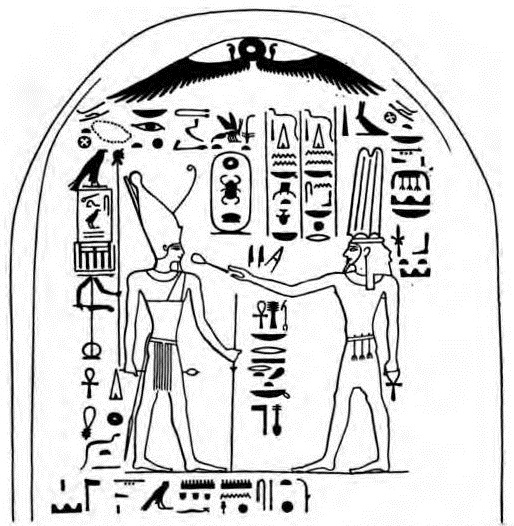
Stele des Sesostris II.

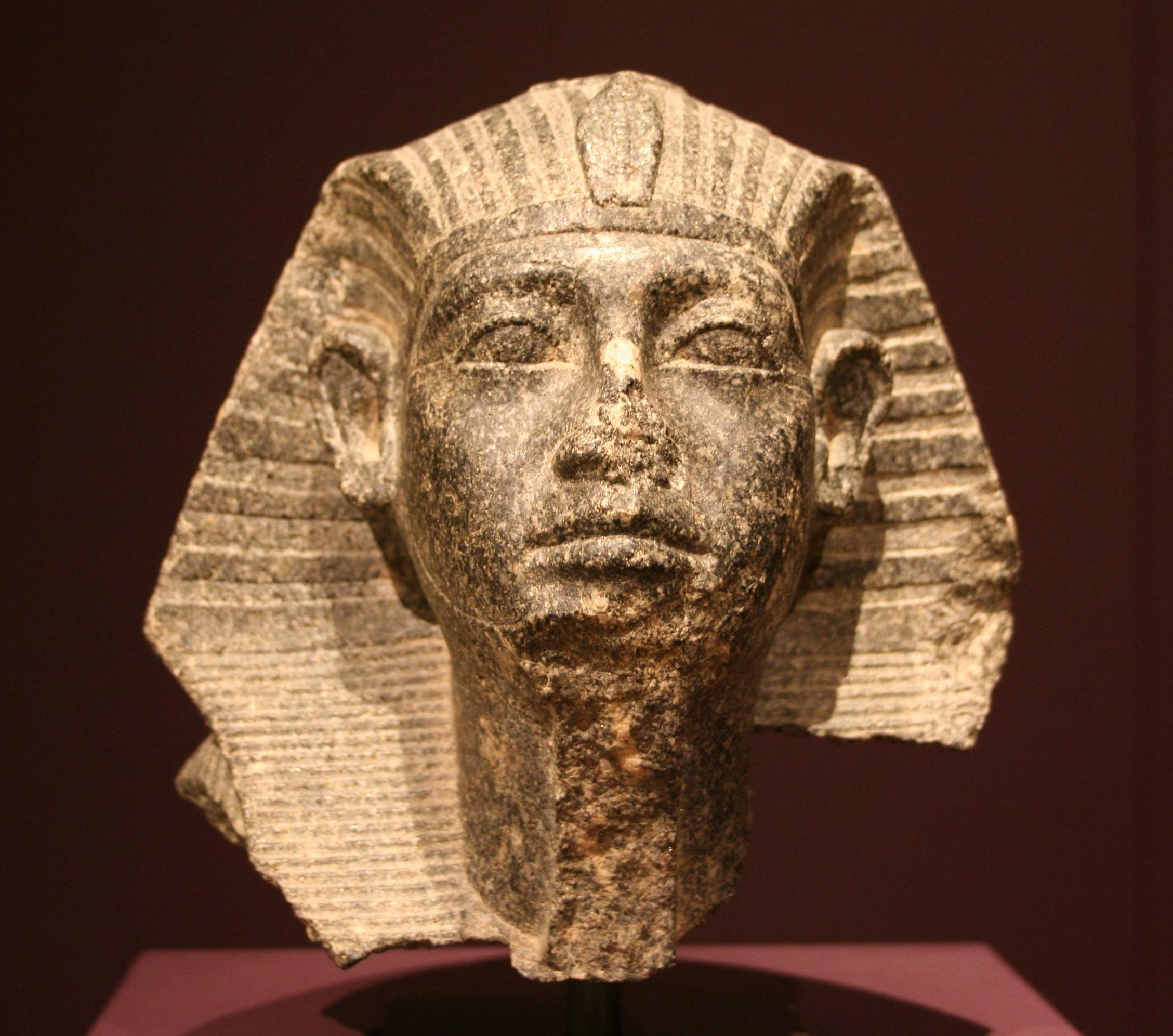
Kopf einer Sphinx Sesostris III.

- 1836 v. Chr. (auch 1882/1878 v. Chr.):
  - Tod von Sesostris II. und Nachfolge seines Sohns Sesostris III. als fünfter Pharao der 12. Dynastie.
- 1823 v. Chr. (auch 1847 v. Chr.):
  - Sesostris III. inspiziert die nubische Südgrenze und führt vier Feldzüge gegen die Nubier.
- 1818 v. Chr. (auch 1842 v. Chr.):
  - Tod des Sesostris III., unter dem das ägyptische Reich seine maximale Ausdehnung erreicht hatte. Ihm folgt sein Sohn Amenemhet III. als sechster Pharao der 12. Dynastie. Er unterteilt Ägypten in vier Verwaltungsbezirke.
- 1812 v. Chr.:
  - Beginn der Regentschaft von Sin-muballit, dem 5. Herrscher der 1. Dynastie Babyloniens.
- Um 1802 v. Chr.:
  - Die sumerische Stadt Uruk wird von Rim-Sin I. aus Larsa erobert[3]. Uruk fällt somit unter die Herrschaft von Larsa (später an Babylonien), was das endgültige Ende der Hegemonie von Uruk bedeutete.
  - Amenemhet IV. folgt Amenemhet III. als mitregierender siebter Pharao der 12. Dynastie auf den Thron.

## Naturereignisse und -katastrophen
- 1900 v. Chr.:
  - Erdbeben in Israel, betroffen sind die Städte Sodom und Gomorra, Zeboim und Adma.
- 1890 v. Chr.:
  - In der Ägäis 35 Kilometer nordöstlich von Iraklio kommt es zu einem schweren Erdbeben, das zu Bränden in Knossos führt. Die Zahl der Opfer ist nicht bekannt.
- 1831 v. Chr.:
  - In Shandong in China ereignet sich ein starkes Erdbeben mit unbekannter Opferzahl. Es ist das erste, historisch belegte Erdbeben.

## Erfindungen und Entdeckungen
- 19. Jahrhundert v. Chr.:
  - In Chiapas an der Pazifikküste in Mexiko wird unter der Mokaya-Kultur erstmals Kakao als Getränk verwendet.
  - Am Jangtsekiang in China wird erstmals Bronze zur Herstellung von Weinbechern geschmolzen.
  - Bernstein breitet sich vom Küstenbereich der Ostsee in ganz Nordeuropa aus.
  - Die Einwohner von Ḫattuša schmelzen erstmals Eisen.
  - Bei den Feuchtbodensiedlungen der Polada-Kultur in Norditalien finden sich Holzreste, die die Weiterentwicklung des Rads dokumentieren (Übergang vom Vollscheibenrad zum Speichenrad mit Metallfelgen aufgrund verbesserter Metallurgie).

## Bauwerke
- 19. Jahrhundert v. Chr.:

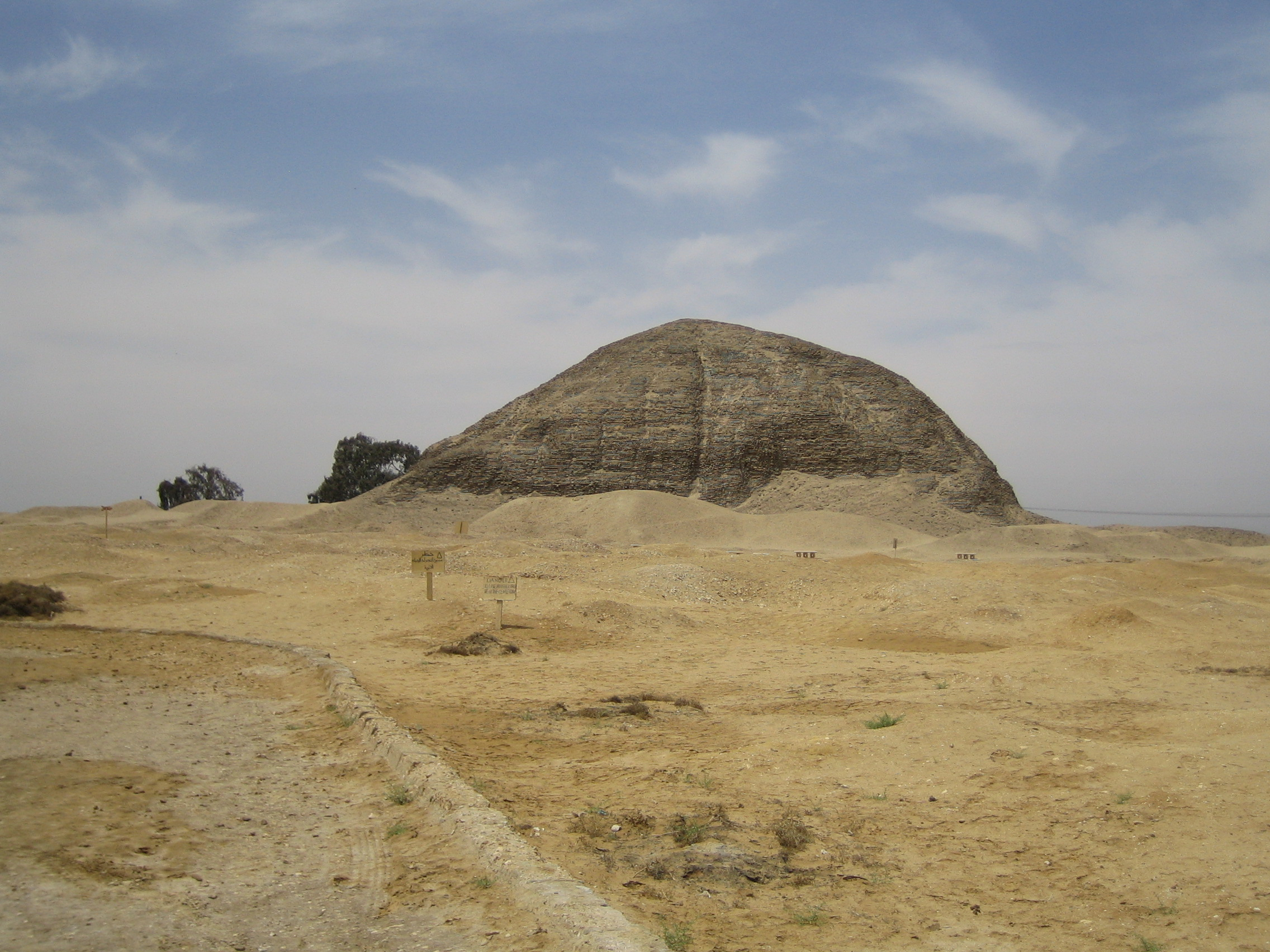
Überreste der Hawara-Pyramide des Amenemhet III.

  - In der Bretagne breiten sich Einzelgrabmale aus und entwickeln sich zu imposanten Tumuli, die 6 bis 8 Meter Höhe und einen Durchmesser von 30 Metern erreichen. Zweifellos wurden in ihnen bedeutende Territorialfürsten beigesetzt.
- 1877 bis 1843 v. Chr.:
  - In Dahschur wird für Amenemhet II. die Amenemhet-II.-Pyramide errichtet.
- 1844 bis 1836 v. Chr.:
  - In al-Lahun entsteht die Sesostris-II.-Pyramide
- 1836 bis 1818 v. Chr.:
  - In Dahschur lässt Sesostris III. den Pyramidenkomplex der Schwarzen Pyramide errichten. Beigesetzt wurde er jedoch wahrscheinlich im Osirisgrab bei Abydos (Araba el Madfuna). In al-Madamud nordöstlich von Karnak gibt er den neuen Month-Tempel in Auftrag.
- Ab 1818 v. Chr.:
  - In Dahschur wird für Amenemhet III. die Amenemhet-III.-Pyramide angelegt, die bereits vor Bauende schwerwiegende Mängel aufweist.
  - Amenemhet III. veranlasst die Wasserstandsregulierung am Moeris durch Schleusen.
- 1803 v. Chr.:
  - Baubeginn an der Hawara-Pyramide in Hawara, der zweiten Pyramide des Amenemhet III.

## Kunstwerke
- 19. Jahrhundert v. Chr.:

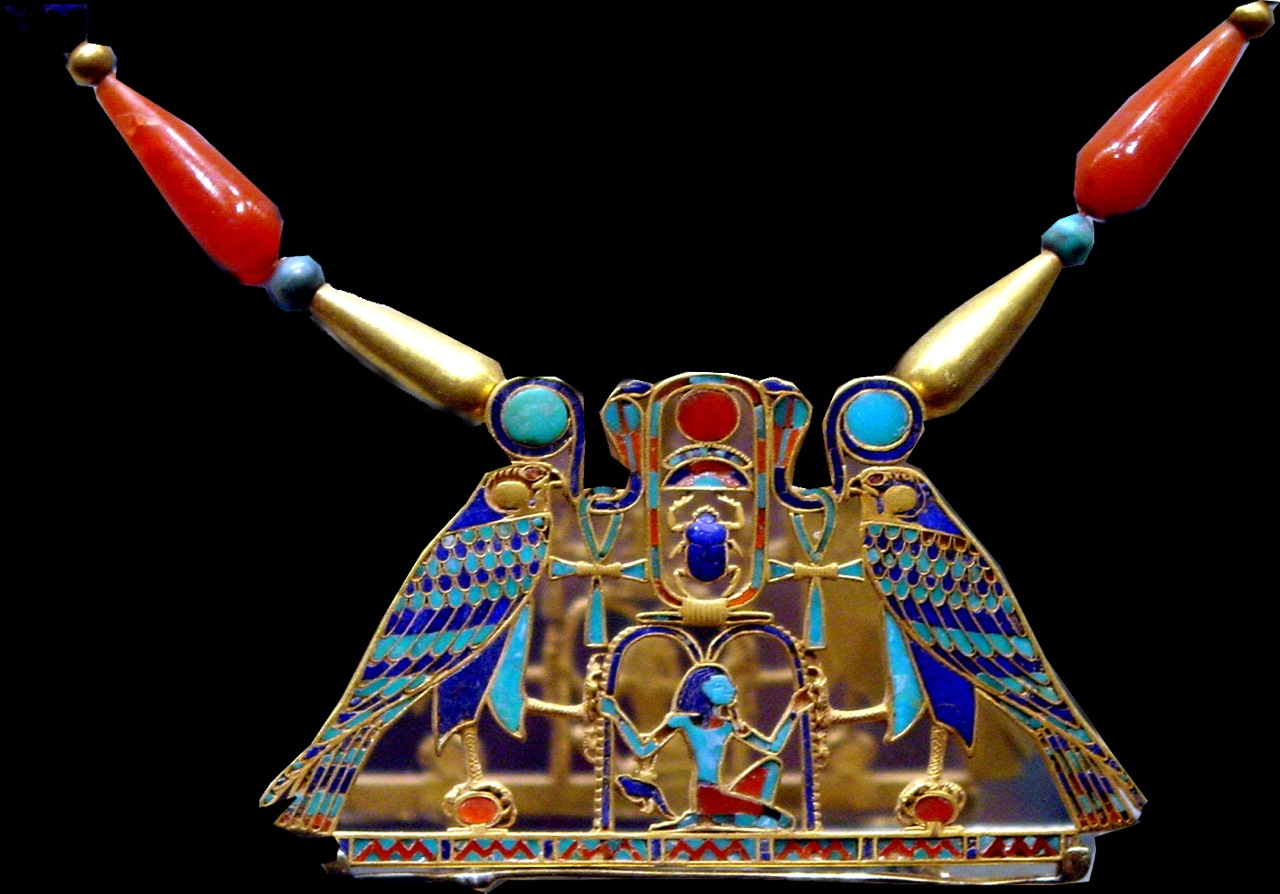
Pektoral des Sesostris II.

  - Mit den Statuen des Sesostris III., des Amenemhet III., dem Würfelspieler und den königlichen Sphinxen entsteht ein neuer realistischer Skulpturstil in Ägypten.
  - Einzigartiger Fund des Goldkelchs von Quetta im Bereich der Indus-Kultur (Belutschistan). Vergleichbare Vasen stammen zu Beginn des 2. Jahrtausend v. Chr. aus Baktrien.
  - Das Bronzeschwert von Torupgårde auf Lolland in Dänemark wurde aus Ungarn eingeführt.
- 1842 bis 1836 v. Chr.:
  - Pektoral des Sesostris II. aus dem Grab der Prinzessin Sithathoriunet in El-Lahun.

- 1836 bis 1818 v. Chr.:

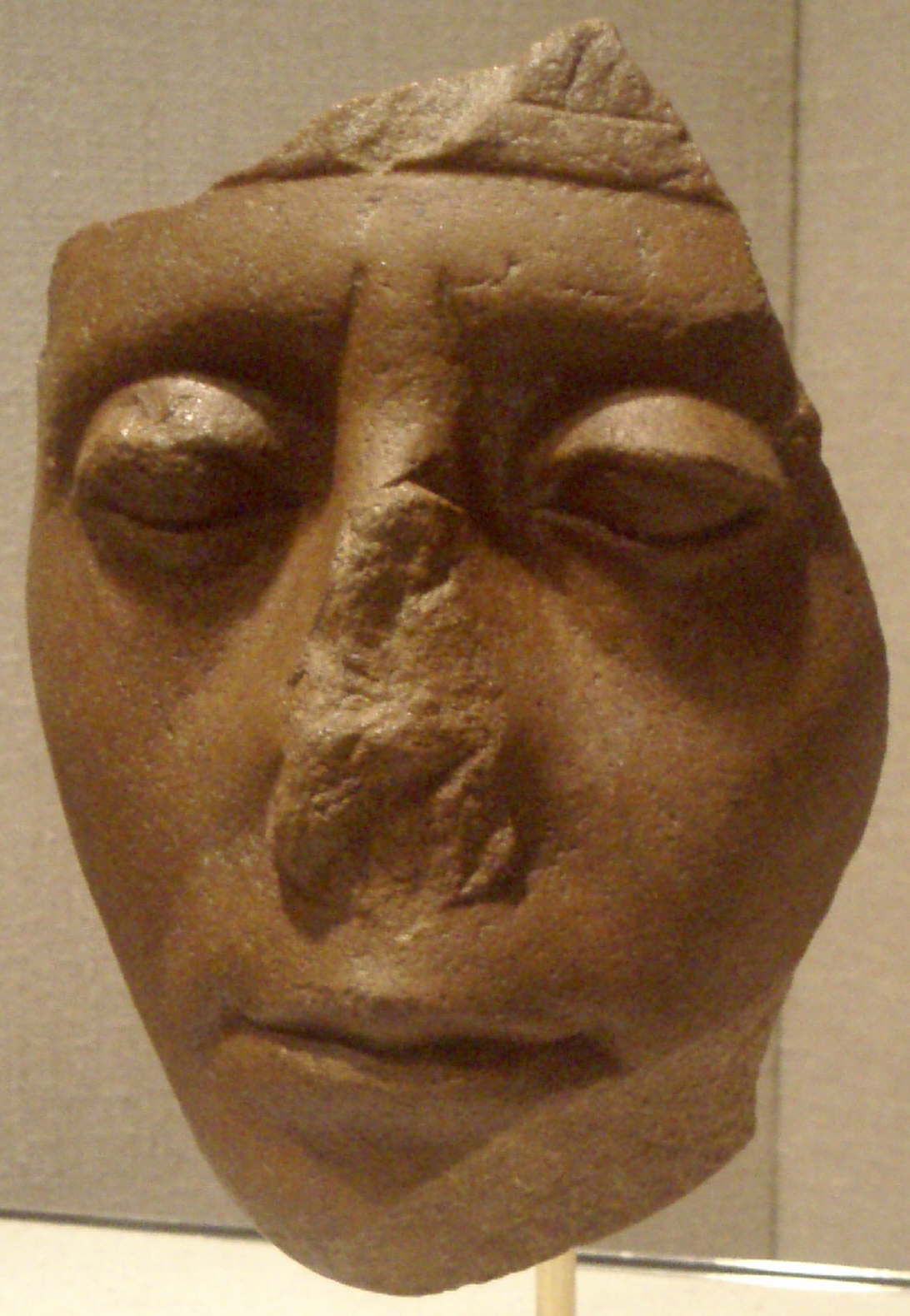
Bildnis des Sesostris III.

  - Das ausdrucksreiche Bildnis des Sesostris III. entsteht. Es zeigt den Herrscher mit schwermütigen Gesichtszügen.

## Schriftwerke/Literatur
- 19. Jahrhundert v. Chr.:
  - In der ägyptischen Literatur entstehen die Werke:
    - Die Geschichte von Sinuhe
    - Lehre des Amenemhet

  - In Oberägypten wird die Wadi-el-Hol-Schrift als älteste bekannte Buchstabenschrift der Welt vermutlich von semitischen Arbeitern oder Söldnern verwendet.
  - Auf Kreta wird mit Hieroglyphen geschrieben. Auch in Byblos werden Hieroglyphen benutzt.
  - Das Moskauer Papyrus wird niedergeschrieben.
  - In ägyptischen Ächtungstexten wird erstmals die Existenz Jerusalems in Kanaan erwähnt.
  - In der Literatur Mesopotamiens setzt sich das Akkadische durch. Das Sumerische ist ab Beginn des 2. Jahrtausends v. Chr. eine tote Sprache, die nur noch in Gelehrtenkreisen erhalten bleibt. Die mesopotamischen Schreiber stammen aufgrund ihrer langwierigen Ausbildung zur Erlernung der Keilschrift aus den wohlhabenden Schichten der damaligen Gesellschaft. Sie sind außerdem Buchhalter und Rechnungsführer und setzen Verträge und geschichtliche Dokumente auf. Durch ihren spezialisierten Berufsstand werden die mesopotamischen Traditionen und Kenntnisse weitergegeben.
  - Die Sumerische Königsliste wird aufgezeichnet. Ihr Zweck war die Rechtfertigung der Ansprüche Isins auf die Vorherrschaft in Sumer. Trotz ihrer tendenziellen Voreingenommenheit liefert sie recht genaue Herrschergenealogien bis zurück zur Sintflut.
- 19. bis 17. Jahrhundert v. Chr.:
  - In Babylon entsteht der Schöpfungsmythos Enūma eliš. Er beschreibt die Schöpfung der Welt, den Kampf des Götterkönigs Marduk gegen Tiamat, der Mutter des Abgrunds und der Mächte des Chaos, sowie die Schöpfung des Menschen durch den Gott Ea.
  - Frühbabylonische Keilschrifttafeln vom Tell Harmal/Šadappum über Mathematik. Zu den vier sumerischen Grundoperationen, der Bestimmung von Quadrat- und Kubikwurzel, der Berechnung der Rechtecks- und der Kreisfläche gesellt sich zu Beginn des 2. Jahrtausends v. Chr. die Kreiszahl π sowie die Berechnung der Trapezfläche, des Pyramidenvolumens und des Kegelvolumens. Das Zahlsystem beruht gleichzeitig auf der 10 und der 60. Brüche sind bekannt, jedoch noch nicht die Zahl 0.

## Persönlichkeiten
Hinweis: Die Regierungsjahre lassen sich in diesem Jahrhundert noch nicht genau bestimmen. Von daher handelt es sich um ungefähre Schätzungen.

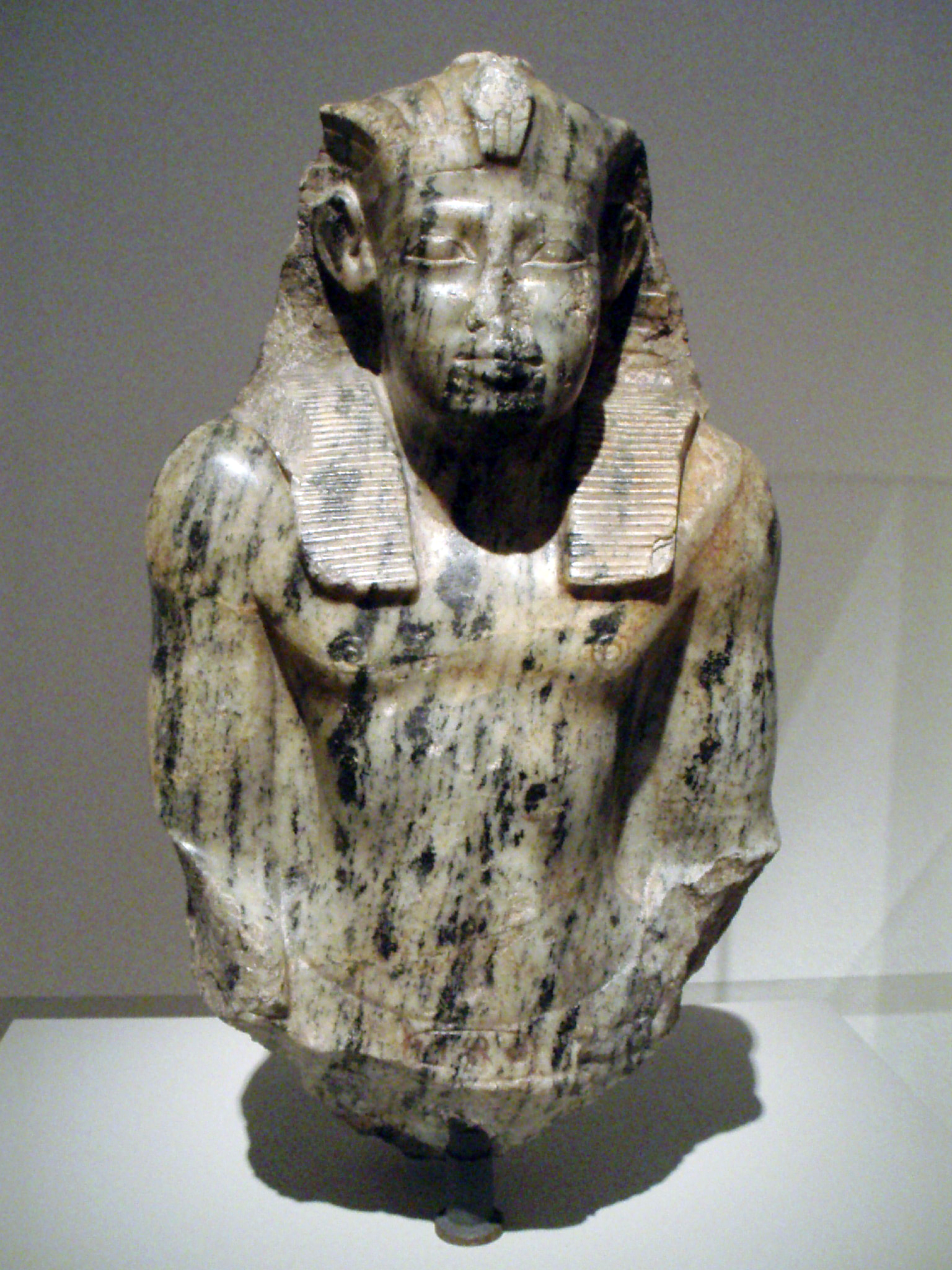
Oberteil einer Kniefigur Sesostris I.

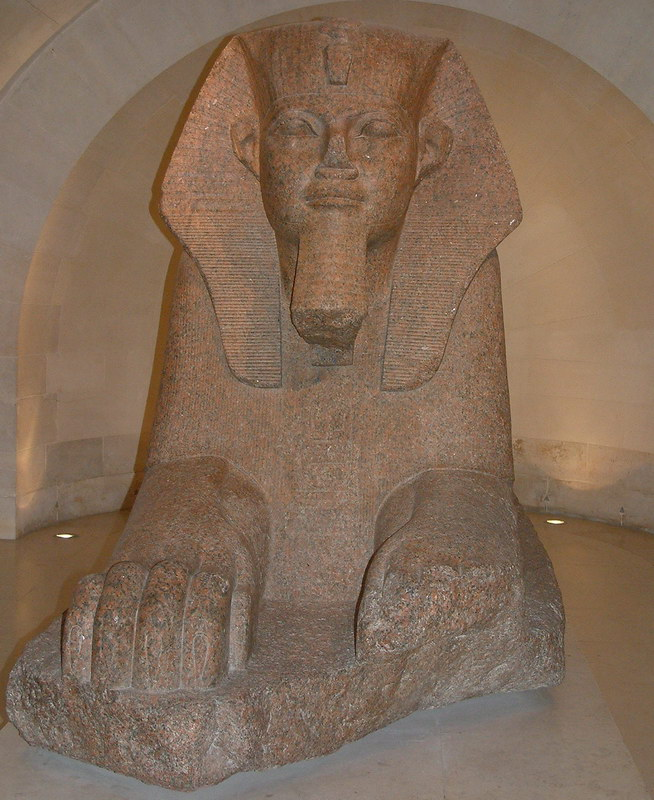
Sphinx von Amenemhet II.

### Pharaonen von Ägypten
- Sesostris I. (1919 bis 1875 v. Chr., auch 1975 bis 1930 v. Chr.)
- Amenemhet II. (1877 bis 1843 v. Chr., auch 1929 bis 1895 v. Chr.)
- Sesostris II. (1844 bis 1836 v. Chr., auch 1897/1880 bis 1878 v. Chr.)
- Sesostris III. (1836 bis 1818 v. Chr., auch 1878/1874 bis 1855/1839 v. Chr.)
- Amenemhet III. (1818 bis 1773 v. Chr., auch 1842 bis 1795 v. Chr.)
- Amenemhet IV. (1802 bis 1793 v. Chr., auch 1819 bis 1810 v. Chr.)
- Nofrusobek (1793 bis 1789 v. Chr., auch 1810 bis 1806 v. Chr. oder 1806 bis 1802 v. Chr.), Pharaonin

### Könige von Assyrien
3. Dynastie:
- Šarru-kīn I. (1920 bis 1881 v. Chr.)
- Puzur-Aššur II. (1880 bis 1873 v. Chr.)
- Narām-Sîn (1872 bis 1840 v. Chr.)
- Ērišum II. (1839 bis 1812 v. Chr.)

4. Dynastie:
- Šamši-Adad I. (1808–1776 v. Chr.)

### Könige von Babylonien
- Sumu-abum (1894–1881 v. Chr.)
- Sumulael (1880–1845 v. Chr.)
- Sabium (1844–1831 v. Chr.)
- Apil-Sin (1830–1813 v. Chr.)
- Sin-muballit (1812–1793 v. Chr.)

### König von Byblos
- Abischemu (1820–1795 v. Chr.)

### Könige von Elam
Dynastie von Simaschki:
- Idattu-Napir (um 1890 v. Chr.)

Dynastie der Sukkalmah:
- Šilhaha (um 1900/1894 v. Chr.)
- Pala-Ishshan
- Lankuku
- Kuku-sanit
- Kuk-Kirmash
- Tem-sanit
- Kuk-Nahundi
- Kuk-Nashur I. (bis ca. 1800 v. Chr.)

### Könige von Ešnunna
- Ibâl-pî-El I. (? bis 1863 v. Chr.)
- Ipiq-Adad II. (ca. 1862 bis 1818 v. Chr.)
- Narām-Sin (1818/1808–1798 v. Chr.)

### Könige von Isin
1. Dynastie:
- Ur-Ninurta (1923 bis 1896 v. Chr.)
- Būr-Sin (1895 bis 1874 v. Chr.)
- Lipit-Enlil (1873 bis 1869 v. Chr.)
- Erra-imitti (1868 bis 1861 v. Chr.)
- Enlil-bāni (1860 bis 1837 v. Chr.)
- Zambija (1836 bis 1834 v. Chr.)
- Iter-pīša (1833 bis 1831 v. Chr.)
- Ur-Dukuga (1830 bis 1828 v. Chr.)
- Sîn-Māgir (1827 bis 1817 v. Chr.)
- Damiq-ilīšu (1816–1794 v. Chr.)

### Könige von Larsa
1. Dynastie:
- Abisare (1906 bis 1896 v. Chr.)
- Sumuel (1895 bis 1867 v. Chr.)
- Nur-Adad (1866–1851 v. Chr.)
- Sin-Iddinam (1850 bis 1844 v. Chr.)
- Sin-Eribam (1843 bis 1842 v. Chr.)
- Sin-Iqischam (1841 bis 1836 v. Chr.)
- Silli-Adad (1835 bis 1835 v. Chr.)
- Warad-Sin (1834 bis 1823 v. Chr.)
- Rim-Sin I. (1822–1763 v. Chr.)

### Könige von Uruk
6. Dynastie:
- Sin-Kaschid (1885 bis 1852 v. Chr.)
- Sin-Eribam (1852 bis ? v. Chr.)
- Sin-Gamil (? bis 1823 v. Chr.)
- Anam (um 1823 bis 1818 v. Chr.)
- Irdanene (1818 bis ? v. Chr.)
- Rim-Anum (um 1805 v. Chr.)
- Nabi-Ilischu (? bis 1802 v. Chr.), letzter Herrscher Uruks, das von Larsa erobert wird

### Sonstige
- Gemäß dem Jüdischen Kalender lebt der Patriarch Terach, der Vater Abrahams, von 1882 bis 1677 v. Chr.
- Nach biblischer Überlieferung die Lebenszeit von Abraham und Isaak. Abraham soll laut dem jüdischen Kalender 1812. v. Chr. geboren worden sein, 1948 Jahre nach Erschaffung der Welt.
- Nach Überlieferung der tibetischen Bön-Tradition wird 1856 v. Chr. der Dzogchen-Meister Shenrab Miwoche geboren.

## Archäologische Kulturen

### Kulturen in Nordafrika
- Ägypten:
  - Mittleres Reich (2077 bis 1781 v. Chr.)
    - 12. Dynastie (1994 bis 1837 v. Chr., auch 1938 bis 1781 v. Chr.)
- Nubien:
  - Kerma-Kultur (3500 bis 1450 v. Chr.) in Obernubien
  - C-Gruppe (2150 bis 1540 v. Chr.) in Unternubien

### Kulturen in Afrika
- Ghana und Elfenbeinküste:
  - Kintampo-Kultur (2200 bis 700 v. Chr.)

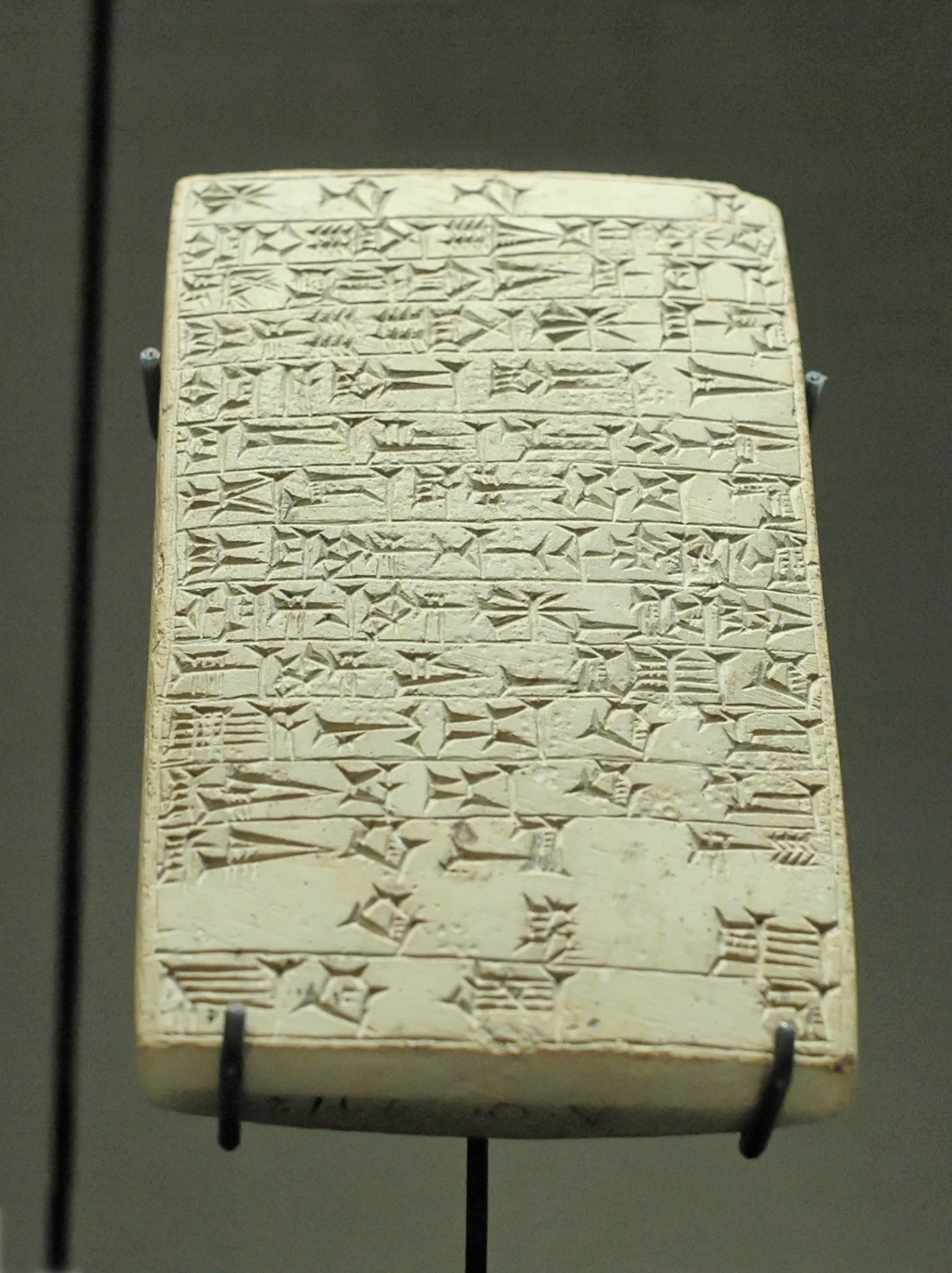
Gründungstafel des Nanaia-Tempels, erbaut von Kudur-Mabuk und Rim-Sin I. von Larsa, 1820 v. Chr.

### Kulturen in Mesopotamien und im Nahen Osten
- Mesopotamien:
  - Isin-Larsa-Zeit (1924 bis 1792 v. Chr.)
  - Altassyrische Zeit (2000 bis 1800 v. Chr.)
- Iran:
  - Dschiroft-Kultur (4000 bis 1000 v. Chr.)
  - Elam: Altelamische Zeit (2700 bis 1600 v. Chr.)
- Syrien:
  - Tell Brak (6000 bis 1360 v. Chr.)
  - Tall Leilan (5000 bis 1726 v. Chr.)
  - Tell Chuera (5000 bis 1200 v. Chr.)
  - Mari (2900 bis 1759 v. Chr.)
- Türkei:
  - Kaniš – Kārum-Zeit II (1974/1927–1836 v. Chr.) und Ib (1832/1800–1719 v. Chr.)
  - Troja:
    - Troja V (1950 bis 1800 v. Chr.)
- Bahrain:
  - Dilmun-Kultur (3000 bis 600 v. Chr.)

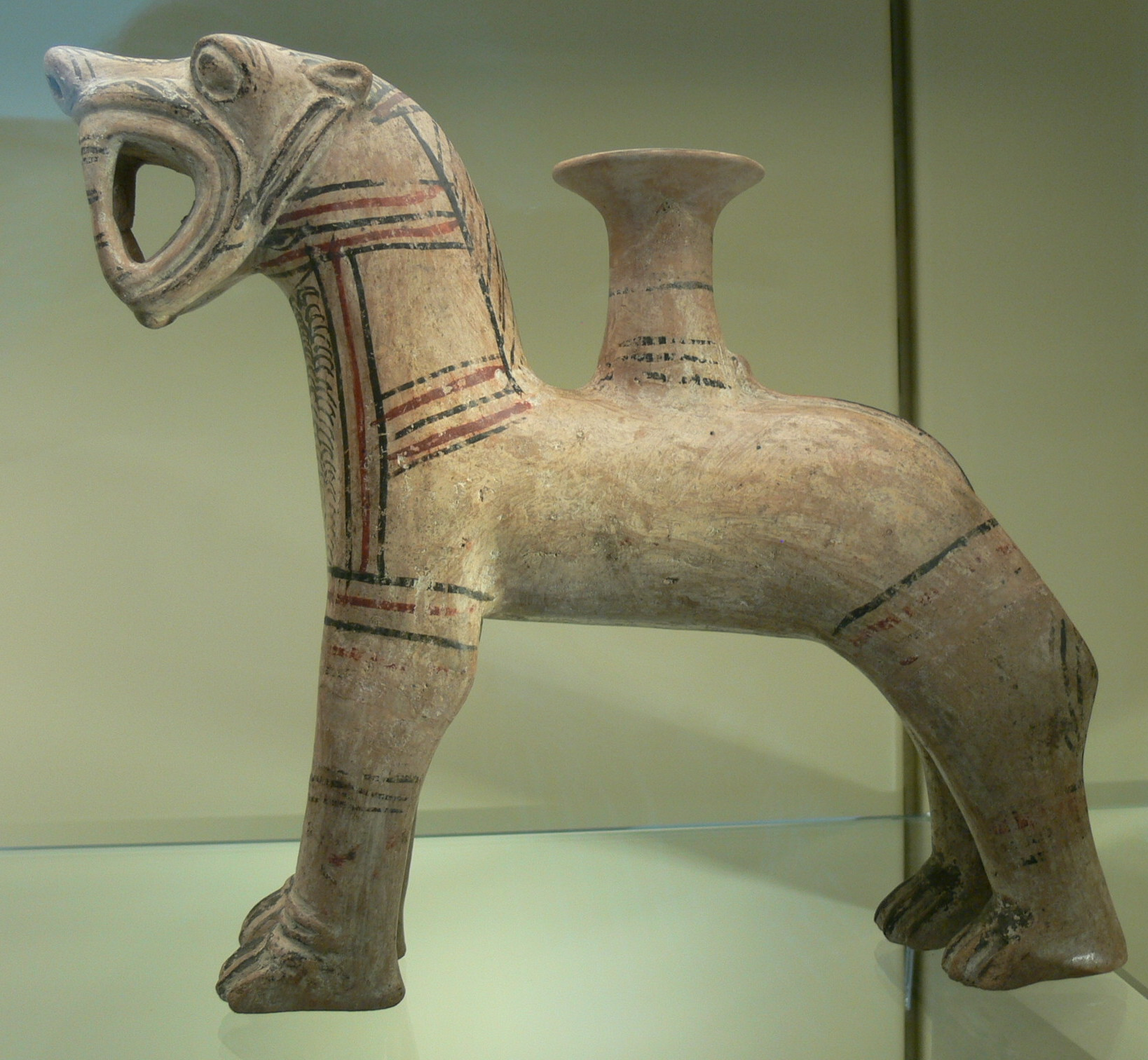
Gießgefäß in Tierform aus Kaniš (Kültepe, Türkei), 19. Jahrhundert v. Chr.

### Kulturen in Ostasien
- China:
  - Die Longshan-Kultur (3200 bis 1850 v. Chr.) am mittleren und unteren Gelben Fluss geht zu Ende
  - Baodun-Kultur (2500 bis 1700 v. Chr.) in Sichuan
  - Untere Xiajiadian-Kultur (2200 bis 1600 v. Chr.) in Nordostchina und in der Inneren Mongolei
  - Erlitou-Kultur (2000 bis 1500 v. Chr.) in Henan und Shanxi
  - Zhukaigou-Kultur (um 2000 bis 1500 v. Chr.) in der Inneren Mongolei
  - Ende der Xia-Dynastie (2200 bis 1800 v. Chr.)
- Korea:
  - Späte Jeulmon-Zeit (2000 bis 1500 v. Chr.)
  - Go-Joseon (2333 bis 108 v. Chr.)
- Japan:
  - Späte Jōmon-Zeit – Jōmon V (2050 bis 1050 v. Chr.)
- Vietnam:
  - Đa-Bút-Kultur (4000 bis 1700 v. Chr.)
  - Phùng-Nguyên-Kultur (2000 bis 1500 v. Chr.)
  - Dong-Son-Kultur (2000 v. Chr. bis 200 n. Chr.)
  - Hồng-Bàng-Zeit (2879 bis 258 v. Chr.)
    - Mittlere Hồng-Bàng-Dynastie (1912 bis 1055 v. Chr.)
- Thailand:
  - Ban-Chiang-Kultur (2100 v. Chr. bis 200 n. Chr., jedoch Neudatierung erst ab 1500 v. Chr.)

### Kulturen in Südasien
- Indien:
  - Indus-Kultur: Harappa-Phase
    - Harappa 4 (1900 bis 1700 v. Chr.)

  - Ocre-Coloured-Pottery-Kultur (ca. 2200 bis 1300 v. Chr.) in der Ebene des Ganges und der Yamuna
  - Painted-Grey-Ware-Kultur (2170 bis 900 v. Chr.) in der Ganges-Ebene
  - Cemetery-H-Kultur (1900 bis 1300 v. Chr.) im Punjab
- Rajasthan:
  - Ahar-Banas-Kultur (3000 bis 1500 v. Chr.)
- Belutschistan:
  - Mehrgarh (7000 bis 1700 v. Chr.)

### Kulturen in Zentralasien
- Turkmenistan und Afghanistan:
  - Oasenkultur (2200 bis 1700 v. Chr.)
- Kasachstan und westliches Sibirien:
  - Andronowo-Kultur (2300 bis 1000 v. Chr.)
  - Die Sintaschta-Kultur (2100 bis 1800 v. Chr.) erreicht ihr Ende
- Sibirien:
  - Okunew-Kultur (ca. 2500 bis 1500 v. Chr.) in Südsibirien
  - Susgun-Kultur (ca. 2000 bis 1500 v. Chr.) in Nordsibirien

### Kulturen in Europa
- Nordosteuropa:

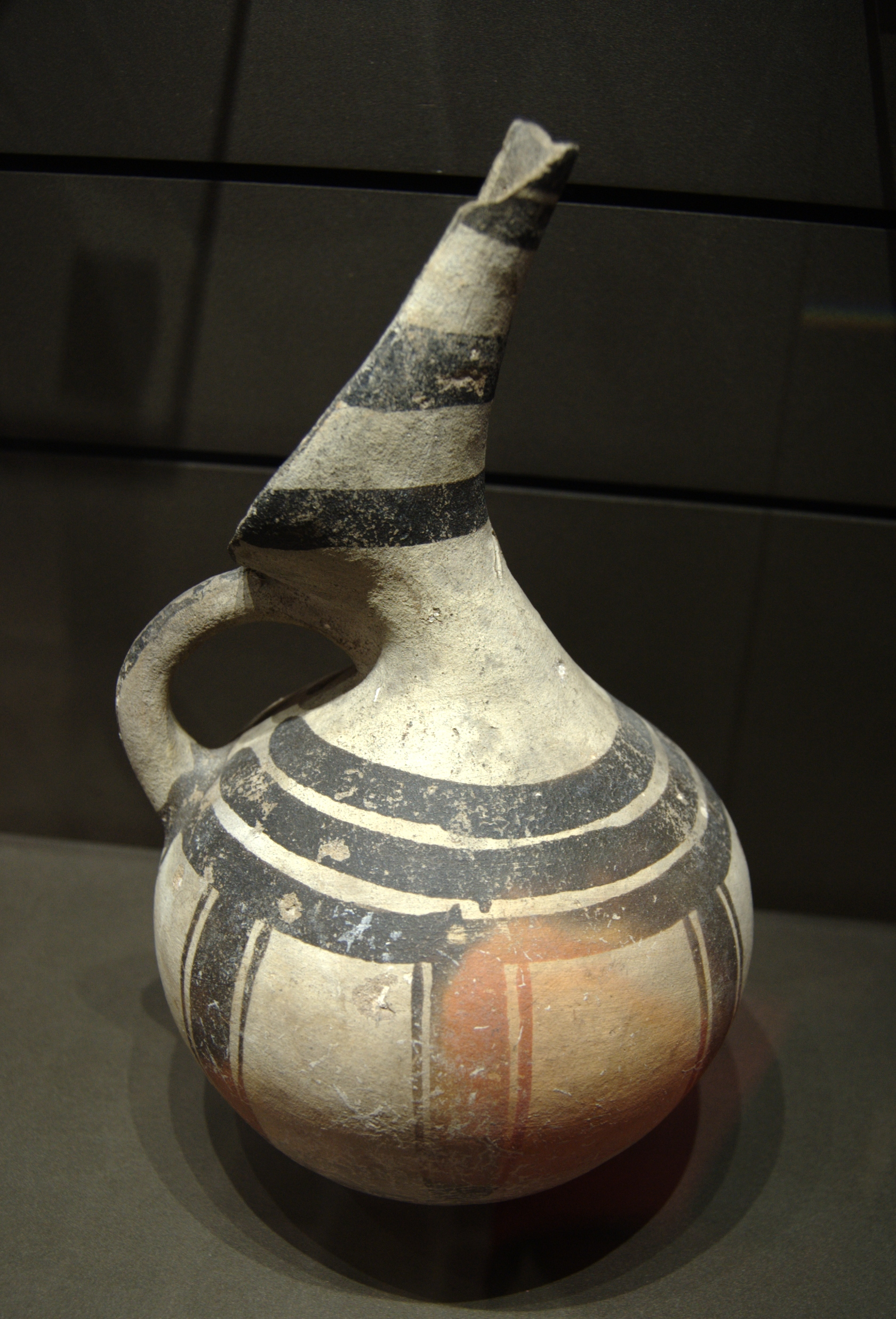
Mittelkykladischer Krug aus Milos, um 1800 v. Chr.

  - Rzucewo-Kultur (5300 bis 1750 v. Chr.) im Baltikum und Polen
  - Narva-Kultur (5300 bis 1750 v. Chr.) in Estland, Lettland und Litauen
- Osteuropa:
  - Verschwinden der Abaschewo-Kultur (2500 bis 1800 v. Chr.) in Nordrussland
  - Srubna-Kultur (ca. 2000/1800 bis 1100 v. Chr.) in der Ukraine und Südrussland

- Südosteuropa:
  - Griechenland:

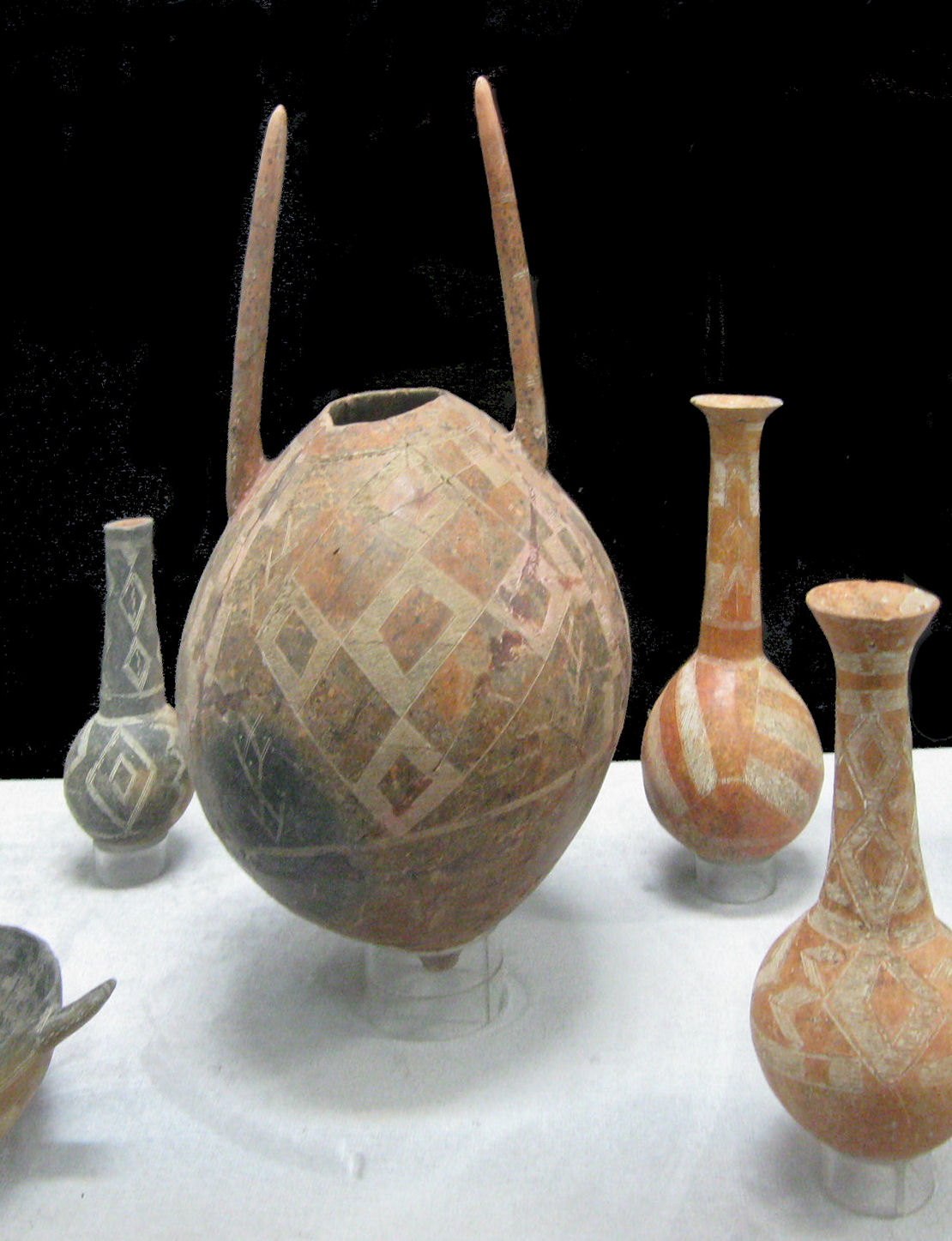
Rot polierte Keramik aus Enkomi, Ostdzypern, 1900 bis 1725 v. Chr.

    - Griechisches Festland, Mittelhelladische Phase MH (2000 bis 1550 v. Chr.)
    - Kykladenkultur (3200 bis 1100 v. Chr.), Mittelkykladische Phase MK (2000 bis 1550 v. Chr.)

  - Kreta:
    - MittelminoischePhase MM I B oder MM II (1900 bis 1800 v. Chr.)

- Mitteleuropa:

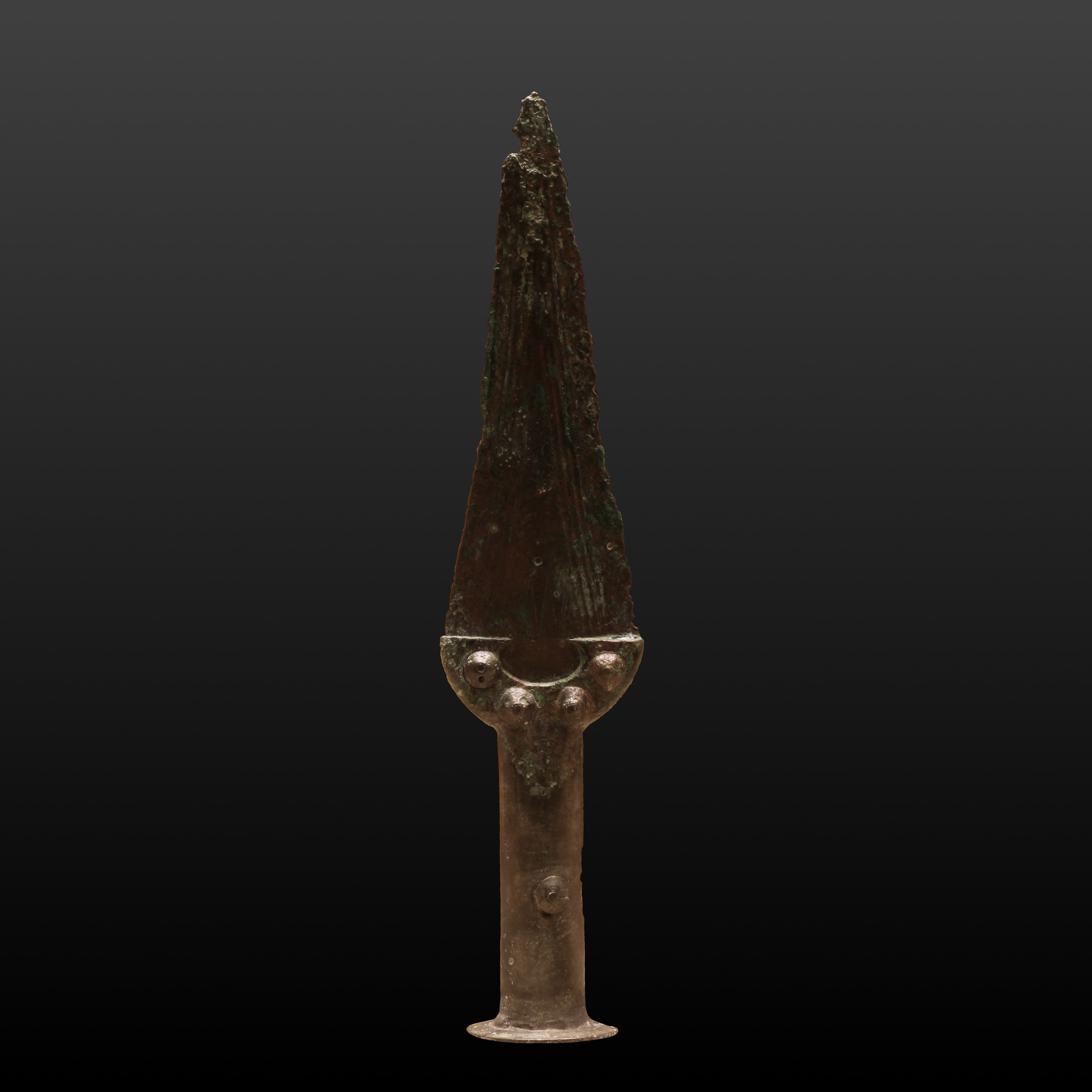
Bronzedolch der Culture du Rhône, Lausanne, ca. 1800 v. Chr.

  - Ende der Glockenbecherkultur (2600 bis 2200 v. Chr.) in Mittel, West und Südeuropa; sie überdauert jedoch in Großbritannien noch bis 1800 v. Chr.
  - Ende der Unterwölblinger Gruppe (2300 bis 1800 v. Chr.) in Niederösterreich
  - Straubinger Gruppe (2300 bis 1600 v. Chr.) in Süddeutschland und in der Schweiz
  - Aunjetitzer Kultur (2300 bis 1550 v. Chr.) in Deutschland, Tschechien, Slowakei und in Österreich
  - Culture du Rhône (2200 bis 1525 v. Chr.) in Frankreich und in der Schweiz.
  - Die Adlerberg-Kultur (2100 bis 1800 v. Chr.) in Süddeutschland erreicht ihr Ende
  - Wieselburger Kultur (2000 bis 1600 v. Chr.) in Österreich, Slowakei und in Ungarn
  - Hilversum-Kultur (1950 bis 1185 v. Chr.) in den Niederlanden
- Westeuropa:

- - Megalithkulturen:

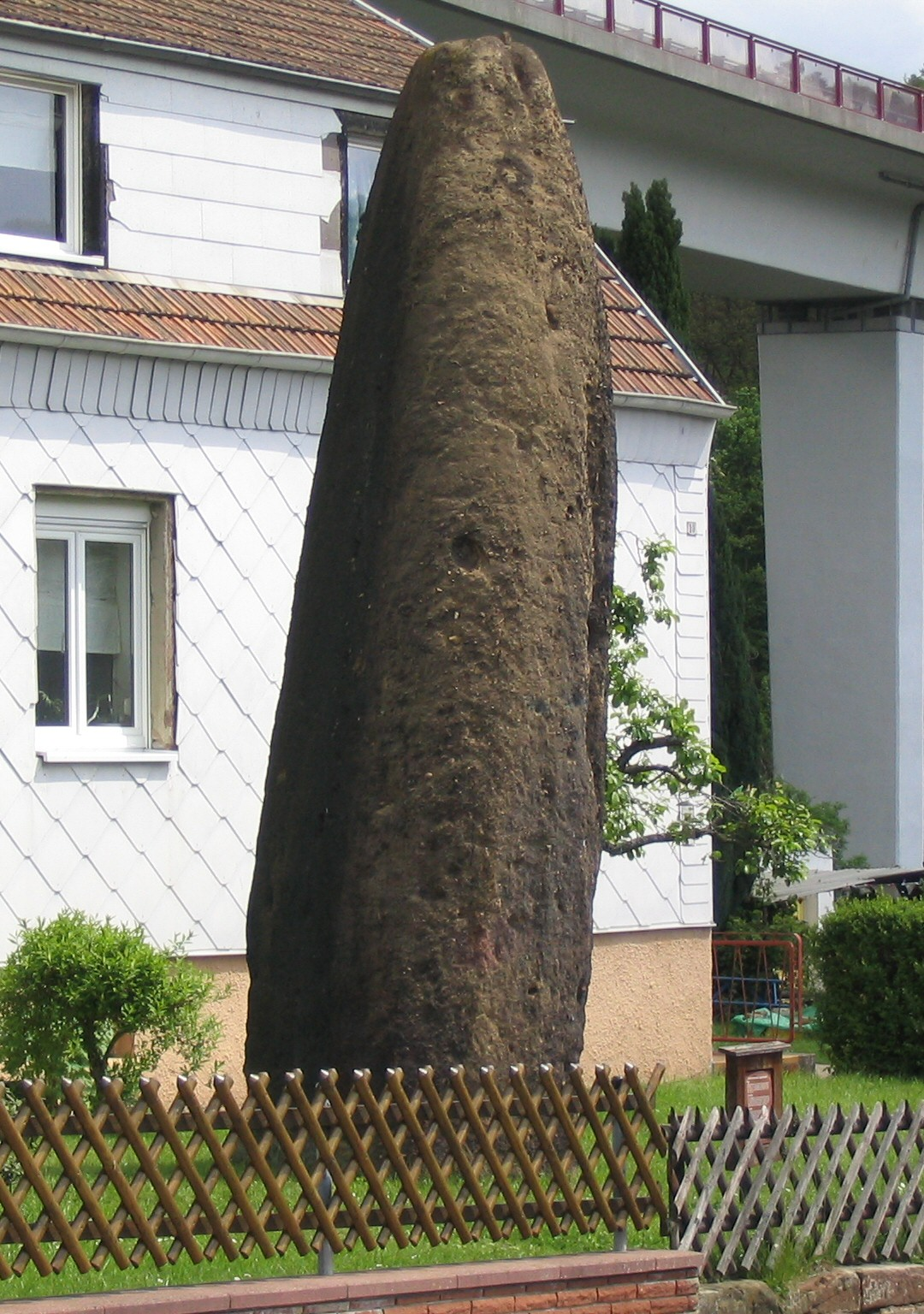
Spellenstein, ein Menhir bei Rentrisch im Saarland, ca. 1800 v. Chr.

    - Verschwinden der Los-Millares-Kultur (3200 bis 1800 v. Chr.) mit Fundstätte Los Milares
    - Vila Nova de São Pedro (2700 bis 1300 v. Chr.)
    - Britische Inseln (ab 3800 v. Chr.)
      - Wessex-Kultur (2000 bis 1400 v. Chr.) in Zentral- und Südengland – Wessex I (2000 bis 1650 v. Chr.)
      - Stonehenge:
        - Stonehenge 3 V (1930 bis 1600 v. Chr.)

    - Malta: Nekropole von Tarxien (2500 bis 1500 v. Chr.)
- Südeuropa:
  - El-Argar-Kultur (2300 bis 1500 v. Chr.) im Südosten Spaniens
  - Bonnanaro-Kultur (2200 bis 1600 v. Chr.) auf Sardinien
  - Castelluccio-Kultur (2200 bis 1450 v. Chr.) auf Sizilien
  - Capo-Graziano-Kultur (ca. 2200 bis ca. 1430 v. Chr.) auf den Liparischen Inseln
  - Polada-Kultur (2200 bis 1270 v. Chr.) im Norden Italiens

### Kulturen in Amerika
- Grönland und Nordosten Kanadas:
  - Independence-I-Kultur (2400/2300 bis 1800/1000 v. Chr.)
  - Saqqaq-Kultur (2500/2400 bis 900 v. Chr.)
- Nord- und Zentralamerika:
  - Archaische Periode. Errichtung von Mounds in den östlichen Waldgebieten ab 4000 v. Chr.
  - Ortoiroid-Kultur (4950 v. Chr. bis 300 n. Chr.) in der Karibik (Saba, Vieques, Puerto Rico)
  - Mokaya-Kultur (1950 bis 900 v. Chr.) in Guatemala
- Südamerika:
  - Chinchorro-Kultur (7020 bis 1500 v. Chr.) in Nordchile und Südperu
  - Valdivia-Kultur (3950 bis 1750 v. Chr.) in Ecuador – Spätstadium, Phase 6 und 7 (2381 bis 1907 v. Chr.)
  - Verschwinden der Norte-Chico-Kultur (3500 bis 1800 v. Chr.) in Peru
  - San-Agustín-Kultur (3300 v. Chr. bis 1550 n. Chr.) in Kolumbien
  - Huaca Prieta in Peru (3100 bis 1800 v. Chr.) wird zu Beginn der keramischen Initialperiode aufgegeben
  - El Paraíso in Peru (2540 bis 1105 v. Chr.)